# Aeródromo de la Isla Wake
El Aeródromo de la Isla Wake  (en inglés: Wake Island Airfield)   (IATA: AWK, ICAO: PWAK) es el nombre que recibe un aeropuerto militar situado en la isla Wake en Oceanía, que es conocido por la batalla de la Isla Wake que se desarrolló durante la Segunda Guerra Mundial. Es propiedad de la Fuerza Aérea de Estados Unidos y es operado por el 611 Grupo de Apoyo Aéreo. El campo de aviación atiende principalmente a las necesidades de vuelos militares dentro de la región de la isla de Wake; Sin embargo, la presencia militar es mínima en los últimos años. La pista también se puede utilizar para aterrizajes de emergencia por aviones comerciales que vuelan rutas transpacíficas.